# Globomedia
Globomedia es una productora de televisión española, creadora de series de ficción, programas de entretenimiento, películas, anuncios de televisión y otros contenidos audiovisuales. Desde 2016 está dirigida por Javier Pons. Forma parte de Mediapro, un conglomerado de empresas que actúa en toda la cadena de valor del audiovisual, con presencia en más de 150 países de todo el mundo.

## Historia corporativa
Desde su fundación en 1993, Globomedia lidera en España la producción de ficción y de programas de humor de actualidad. Es creadora de numerosos formatos de éxito, entre los que se encuentran series de ficción como Águila Roja, 7 vidas y su spin-off Aída, Vis a vis, El barco, El internado, Los Serrano, Un paso adelante, Periodistas, Los hombres de Paco, Policías, en el corazón de la calle, Compañeros, Médico de familia, Anclados, Estoy vivo y El accidente; programas como El intermedio, El objetivo, Zapeando, El club de la comedia, Los mayores gamberros, 59 segundos, Sé lo que hicisteis..., El informal, Caiga quien caiga, ¡Qué me dices! o El gran juego de la oca y películas como 3MSC, Pájaros de papel, Águila Roja: la película, Fuga de cerebros y su segunda parte, entre otras.
En 1993, Emilio Aragón, Luis Fernández-Vega, Daniel Écija y José María Irisarri fundan Globomedia, coincidiendo con las nuevas perspectivas de crecimiento de las primeras televisiones privadas españolas, así como de la demanda de producción externa por parte de las cadenas públicas, tanto nacionales como autonómicas.
En 1995 se fusiona con GECA, la primera consultora de televisión en España, y con Promofilm, importante productora argentina con presencia en América, dando lugar al Grupo Árbol. Los resultados fueron muy positivos para Globomedia: gracias a Promofilm comenzó su expansión en el mercado iberoamericano, mientras que GECA le aporta desde entonces una labor de investigación y análisis del mercado audiovisual que le ayuda a orientar su trabajo.
En 2000, el Grupo Árbol se asocia con Antena 3 y Telecinco para crear el canal temático Factoría de Ficción, especializado en series de televisión. El canal comenzó sus emisiones el 19 de junio en las plataformas digitales Quiero TV y Vía Digital. A pesar de su éxito, desapareció el 1 de julio de 2007, tras siete años de emisiones. En 2008, Telecinco recuperó su marca y nombre para crear un nuevo canal de TDT.
En 2005, se asocia con las productoras Mediapro, Drive, El Terrat y Bainet para crear el GAMP, a través del cual opta al concurso de la cuarta licencia de televisión privada analógica de España, La Sexta. El Gobierno le adjudica la licencia del nuevo canal el 25 de noviembre de ese mismo año. La cadena comenzó sus emisiones el 27 de marzo de 2006.
En 2006, el Grupo Árbol se fusiona con Mediapro, formando el grupo Imagina, la mayor productora audiovisual del país y un referente en el mercado europeo. En diciembre de 2008, el Grupo Árbol pasa a denominarse Grupo Globomedia, con el objetivo de aprovechar la imagen de la marca Globomedia.
Desde su creación, Globomedia ha trabajado para todas las cadenas de televisión nacionales, y continúa siendo una de las productoras españolas de referencia, dada la gran cantidad de formatos que ha producido y continúa produciendo, muchos de los cuales han sido éxitos de audiencia.

## Televisión
Tras producir varios programas de variedades (como Noche, noche o El gran juego de la oca), en 1995 realizó su primera serie de ficción, Médico de familia, que se convirtió en un gran éxito. En ella, Emilio Aragón interpretaba a un médico viudo con tres hijos y un sobrino a su cargo. La serie llegó a alcanzar picos de audiencia de más de diez millones de espectadores y cuotas de pantalla cercanas al 60% A día de hoy es la serie más vista en términos absolutos, en la historia de Telecinco y es la serie española más vista de la historia en número de espectadores, en cuota es la segunda, solo por detrás de Farmacia de guardia. Aún hoy está considerada como uno de los hitos en la televisión española en cuanto a aceptación de público.
Desde entonces Globomedia basa su éxito en series de ficción, preferentemente de tres temáticas: familiar (Médico de familia, Los Serrano), laboral (Periodistas, Los hombres de Paco) y juvenil (Compañeros, El Internado, Un paso adelante, El barco) y programas que mezclan información y humor, como El intermedio, Zapeando, Sé lo que hicisteis..., El informal, Caiga quien caiga o La noche... con Fuentes y cía.
Otra de sus señas de identidad es El club de la comedia, formato que introdujo en España la comedia en vivo (monólogos cómicos interpretados en directo en un teatro). Es el único programa que ha sido emitido en todas las principales cadenas españolas generalistas de televisión.
También produce programas de actualidad política como 59 segundos, que fue el primer programa de la productora no relacionado con la ficción ni el humor, o El objetivo; así como otros formatos innovadores como Supervillanos (2005), la primera serie de ficción para teléfonos móviles, que fue concebida para ser descargada en terminales de la compañía Amena.

### Series
| Serie                               | Inicio                   | Final                    | Canal                          | Temporadas | Episodios | Estado             |
| ----------------------------------- | ------------------------ | ------------------------ | ------------------------------ | ---------- | --------- | ------------------ |
| Médico de familia                   | 15 de septiembre de 1995 | 21 de diciembre de 1999  | Telecinco                      | 9          | 119       | Finalizada         |
| Menudo es mi padre                  | 15 de abril de 1996      | 14 de enero de 1998      | Antena 3                       | 3          | 60        | Finalizada         |
| Más que amigos                      | 7 de julio de 1997       | 8 de marzo de 1998       | Telecinco                      | 2          | 29        | Finalizada         |
| Periodistas                         | 13 de enero de 1998      | 8 de julio de 2002       | Telecinco                      | 9          | 119       | Finalizada         |
| Compañeros                          | 25 de marzo de 1998      | 16 de julio de 2002      | Antena 3                       | 9          | 121       | Finalizada         |
| 7 vidas                             | 17 de enero de 1999      | 16 de abril de 2006      | Telecinco                      | 15         | 204       | Finalizada         |
| Policías, en el corazón de la calle | 11 de enero de 2000      | 16 de enero de 2003      | Antena 3                       | 6          | 83        | Finalizada         |
| El grupo                            | 17 de septiembre de 2000 | 7 de enero de 2001       | Telecinco                      | 1          | 11        | Finalizada         |
| Ciudad Sur                          | 8 de enero de 2001       | 2 de marzo de 2001       | Antena 3                       | 1          | 45        | Finalizada         |
| Un paso adelante                    | 8 de enero de 2002       | 24 de abril de 2005      | Antena 3                       | 6          | 84        | Finalizada         |
| Javier ya no vive solo              | 13 de enero de 2002      | 6 de abril de 2003       | Telecinco                      | 2          | 26        | Finalizada         |
| Los Serrano                         | 22 de abril de 2003      | 17 de julio de 2008      | Telecinco                      | 8          | 147       | Finalizada         |
| Tres son multitud                   | 7 de julio de 2003       | 25 de julio de 2003      | Telecinco                      | 1          | 15        | Finalizada         |
| Martín                              | 24 de septiembre de 2003 | 2009                     | ETB1                           | 7          | 100       | Finalizada         |
| Casi perfectos                      | 29 de enero de 2004      | 14 de enero de 2005      | Antena 3                       | 2          | 26        | Finalizada         |
| Mis adorables vecinos               | 11 de abril de 2004      | 21 de mayo de 2006       | Antena 3                       | 4          | 62        | Finalizada         |
| Aída                                | 16 de enero de 2005      | 8 de junio de 2014       | Telecinco                      | 10         | 238       | Finalizada         |
| Mi querido Klikowsky                | 29 de agosto de 2005     | 14 de septiembre de 2010 | ETB1                           | 8          | 104       | Finalizada         |
| Los hombres de Paco                 | 9 de octubre de 2005     | 5 de septiembre de 2021  | Antena 3 / Atresplayer Premium | 10         | 133       | Finalizada         |
| Fuera de control                    | 26 de enero de 2006      | 8 de septiembre de 2006  | La 1                           | 1          | 13        | Finalizada         |
| SMS: Sin miedo a soñar              | 7 de julio de 2006       | 30 de marzo de 2007      | La Sexta                       | 2          | 185       | Finalizada         |
| Mesa para cinco                     | 11 de septiembre de 2006 | 23 de octubre de 2006    | La Sexta                       | 1          | 6         | Finalizada         |
| Cafetería Manhattan                 | 12 de marzo de 2007      | 13 de abril de 2007      | Antena 3                       | 1          | 19        | Finalizada         |
| Cuenta atrás                        | 8 de mayo de 2007        | 1 de mayo de 2008        | Cuatro                         | 2          | 29        | Finalizada         |
| El internado                        | 24 de mayo de 2007       | 13 de octubre de 2010    | Antena 3                       | 7          | 71        | Finalizada         |
| Gominolas                           | 6 de noviembre de 2007   | 18 de diciembre de 2007  | Cuatro                         | 1          | 7         | Finalizada         |
| La tira                             | 12 de mayo de 2008       | 30 de julio de 2010      | La Sexta                       | 3          | –         | Finalizada         |
| LEX                                 | 5 de junio de 2008       | 21 de diciembre de 2008  | Antena 3                       | 2          | 16        | Finalizada         |
| Águila Roja                         | 19 de febrero de 2009    | 27 de octubre de 2016    | La 1                           | 9          | 116       | Finalizada         |
| El barco                            | 17 de enero de 2011      | 21 de febrero de 2013    | Antena 3                       | 3          | 43        | Finalizada         |
| BuenAgente                          | 5 de mayo de 2011        | 2 de diciembre de 2011   | La Sexta                       | 2          | 19        | Finalizada         |
| Punta Escarlata                     | 20 de julio de 2011      | 7 de septiembre de 2011  | Telecinco                      | 1          | 9         | Finalizada         |
| Luna, el misterio de Calenda        | 10 de abril de 2012      | 10 de abril de 2013      | Antena 3                       | 2          | 20        | Finalizada         |
| Bienvenidos al Lolita               | 7 de enero de 2014       | 25 de febrero de 2014    | Antena 3                       | 1          | 8         | Finalizada         |
| El corazón del océano               | 27 de enero de 2014      | 5 de marzo de 2014       | Antena 3                       | 1          | 6         | Finalizada         |
| B&b, de boca en boca                | 17 de febrero de 2014    | 30 de diciembre de 2015  | Telecinco                      | 2          | 29        | Finalizada         |
| Vis a vis                           | 20 de abril de 2015      | 4 de febrero de 2019     | Antena 3 / Fox (España)        | 4          | 40        | Finalizada         |
| Anclados                            | 25 de mayo de 2015       | 13 de julio de 2015      | Telecinco                      | 1          | 8         | Finalizada         |
| Pulsaciones                         | 10 de enero de 2017      | 14 de marzo de 2017      | Antena 3                       | 1          | 10        | Finalizada         |
| Estoy vivo                          | 7 de septiembre de 2017  | 9 de junio de 2021       | La 1                           | 1          | 52        | Finalizada         |
| El accidente                        | 28 de noviembre de 2017  | 28 de febrero de 2018    | Telecinco                      | 1          | 13        | Finalizada         |
| Looser                              | 17 de mayo de 2018       | 21 de junio de 2018      | Flooxer                        | 1          | 6         | Finalizada         |
| La víctima número 8                 | 10 de octubre de 2018    | 28 de noviembre de 2018  | Telemadrid / ETB2              | 1          | 8         | Finalizada         |
| Malaka                              | 9 de septiembre de 2019  | 21 de octubre de 2019    | La 1                           | 1          | 8         | Finalizada         |
| Vis a vis: El Oasis                 | 20 de abril de 2020      | 8 de junio de 2020       | Fox (España)                   | 1          | 8         | Finalizada         |
| Por H o por B                       | 22 de julio de 2020      | presente                 | HBO España / SkyShowtime       | 1          | 10        | Renovada hasta 2ªT |
| Nasdrovia                           | 6 de noviembre de 2020   | 25 de febrero de 2022    | Movistar Plus+                 | 2          | 12        | Finalizada         |
| El internado: Las Cumbres           | 19 de febrero de 2021    | 7 de abril de 2023       | Prime Video                    | 2          | 16        | Finalizada         |
| Paraíso                             | 4 de junio de 2021       | 16 de junio de 2022      | Movistar Plus+                 | 1          | 7         | Finalizada         |
| UPA Next                            | 25 de diciembre de 2022  | 18 de junio de 2023      | Atresplayer Premium            | 1          | 1         | En emisión         |

### Programas y concursos
| Programa | Inicio | Final                                                       | Canal                                                                                         | Estado        |
| --- | --- | ----------------------------------------------------------- | --------------------------------------------------------------------------------------------- | ------------- |
| Noche, noche | 1993 | 1993                                                        | Antena 3                                                                                      | Finalizado    |
| El gran juego de la oca | 1993 | 1995                                                        | Antena 3                                                                                      | Finalizado    |
| El programa de Ana | 1994 | 1999                                                        | Telemadrid, Telecinco                                                                         | Finalizado    |
| ¡Qué me dices! | 1995 | 1998                                                        | Telecinco                                                                                     | Finalizado    |
| Caiga quien caiga | 1996 | 2002 (en su regreso en 2005, pasó a otra productora)        | Telecinco                                                                                     | Finalizado    |
| Zip, zap | 1997 | 1997                                                        | La 1                                                                                          | Finalizado    |
| El informal | 1998 | 2002                                                        | Telecinco                                                                                     | Finalizado    |
| Los Trilocos | 1999 | 2002                                                        | La 2                                                                                          | Finalizado    |
| El club de la comedia | 1999; 2011 | 2005; 2017                                                  | Canal+, Antena 3 y La Sexta                                                                   | Finalizado    |
| Supervivientes | 2000; 2003 | 2001; 2005 (en 2006 pasó a otra productora)                 | Telecinco y Antena 3                                                                          | Finalizado    |
| Nada personal | 2001 | 2001                                                        | Telecinco                                                                                     | Finalizado    |
| La noche... con Fuentes y cía | 2001 | 2005                                                        | Telecinco                                                                                     | Finalizado    |
| Date el bote | 2001 | 2009                                                        | ETB2 y FORTA                                                                                  | Finalizado    |
| Grandiosas | 2002 | 2002                                                        | Telecinco                                                                                     | Finalizado    |
| Basetxea | 2002 | 2008                                                        | ETB1                                                                                          | Finalizado    |
| El show de Flo | 2002 | 2003                                                        | La 1                                                                                          | Finalizado    |
| Nuestra mejor canción | 2004 | 2004                                                        | La 1                                                                                          | Finalizado    |
| UHF | 2004 | 2004                                                        | Antena 3                                                                                      | Finalizado    |
| 59 segundos | 2004 | 2012                                                        | La 1                                                                                          | Finalizado    |
| Estoy por ti | 2005 | 2005                                                        | Antena 3                                                                                      | Finalizado    |
| Splunge | 2005 | 2005                                                        | La 1                                                                                          | Finalizado    |
| El conquistador del fin del mundo | 2005 | presente                                                    | ETB2                                                                                          | En producción |
| Noche Hache | 2005 | 2008                                                        | Cuatro                                                                                        | Finalizado    |
| Zulú Bingo | 2005 | 2006                                                        | Localia Televisión                                                                            | Finalizado    |
| El video del millón de euros | 2006 | 2006                                                        | La Sexta                                                                                      | Finalizado    |
| No sabe, no contesta | 2006 | 2006                                                        | La Sexta                                                                                      | Finalizado    |
| Brigada policial | 2006 | 2006                                                        | La Sexta                                                                                      | Finalizado    |
| El show de Cándido | 2006 | 2006                                                        | La Sexta                                                                                      | Finalizado    |
| El show de Cándi-dos | 2006 | 2006                                                        | La Sexta                                                                                      | Finalizado    |
| Habitación 623 | 2006 | 2006                                                        | La Sexta                                                                                      | Finalizado    |
| Los irrepetibles | 2006 | 2007                                                        | La Sexta                                                                                      | Finalizado    |
| El club de Flo | 2006 | 2007                                                        | La Sexta                                                                                      | Finalizado    |
| Planeta finito | 2006 | 2007                                                        | La Sexta                                                                                      | Finalizado    |
| El intermedio | 2006 | presente                                                    | La Sexta                                                                                      | En producción |
| Sé lo que hicisteis... | 2006 | 2011                                                        | La Sexta                                                                                      | Finalizado    |
| ¿Sabes más que un niño de primaria? | 2007 | 2008                                                        | La Sexta                                                                                      | Finalizado    |
| Estas no son las noticias | 2008 | 2009                                                        | Cuatro                                                                                        | Finalizado    |
| Saturday Night Live | 2009 | 2009                                                        | Cuatro                                                                                        | Finalizado    |
| El ranking de la década | 2010 | 2010                                                        | La Sexta                                                                                      | Finalizado    |
| Periodistas FC | 2010 | 2010                                                        | La Sexta                                                                                      | Finalizado    |
| ¿Quién vive ahí? | 2010 | 2012                                                        | La Sexta                                                                                      | Finalizado    |
| El club del chiste | 2010; 2013 | 2011; 2013                                                  | Antena 3                                                                                      | Finalizado    |
| El conquistador del Aconcagua | 2010 | 2012                                                        | ETB2                                                                                          | Finalizado    |
| Algo pasa con Marta | 2010 | 2010                                                        | La Sexta                                                                                      | Finalizado    |
| Carreteras secundarias | 2010 | 2010                                                        | La Sexta                                                                                      | Finalizado    |
| Con Hache de Eva | 2011 | 2011                                                        | La Sexta                                                                                      | Finalizado    |
| El barco: rumbo a lo desconocido | 2011 | 2011                                                        | Antena 3                                                                                      | Finalizado    |
| Mucho que perder, poco que ganar | 2011 | 2011                                                        | La Sexta                                                                                      | Finalizado    |
| Conquistour | 2012 | 2012                                                        | ETB2                                                                                          | Finalizado    |
| ¿Conoces España? | 2012 | 2012                                                        | La 1                                                                                          | Finalizado    |
| Alguien tenía que decirlo | 2012 | 2012                                                        | La Sexta                                                                                      | Finalizado    |
| El intermedio: International Edition | 2013 | 2013                                                        | La Sexta                                                                                      | Finalizado    |
| 24 horas en la calle | 2013 | 2013                                                        | La 1                                                                                          | Finalizado    |
| Los mayores gamberros | 2013 | 2014                                                        | Antena 3                                                                                      | Finalizado    |
| El objetivo | 2013 | 2017 (en 2018 pasó a otra productora)                       | La Sexta                                                                                      | Finalizado    |
| Zapeando | 2013 | presente                                                    | La Sexta                                                                                      | En producción |
| Los viernes al show | 2014 | 2014                                                        | Antena 3                                                                                      | Finalizado    |
| Atrápame si puedes en ETB2, Aragón TV, Telemadrid y Canal Sur Televisión; Agafa'm si pots en IB3, Atrapa'm si pots en À Punt y TV3; Cógeme si puedes en Televisión Canaria; Atrápame se podes en TVG y Atrápame si puedes: Celebrity en Telemadrid y Canal Sur Televisión | 13/10/2014 en ETB2 con Patxi Alonso e Iñaki Urrutia; 5/9/2016 en Aragón TV con Iñaki Urrutia; 24/4/2017 en IB3 con Llum Barrera (24/4/2017-17/9/2021), Quique Jiménez (6/8/2018-2019) y Antonia Jaume (20/9/2021-presente); 18/9/2017 con Luis Larrodera y 14/6/2021 con Goyo González en Telemadrid; 11/6/2018 en À Punt con Eugeni Alemany (11/6/2018-1/9/2021) y Carolina Ferre (4/9/2021-presente); 17/11/2018 en TV3 con Llucià Ferrer; 25/5/2020 en Canal Sur Televisión con Manuel Sarriá; 14/9/2020 en Televisión Canaria con Daniel Calero; 27/6/2021, en TVG con Paco Lodeiro y 25/11/2021 en Telemadrid y 4/1/2022 en Canal Sur Televisión con Jaime Cantizano | 27/12/2017 y 11/3/2022 en Telemadrid                        | ETB2, Aragón TV, IB3, Telemadrid, À Punt, TV3, Canal Sur Televisión, Televisión Canaria y TVG | En producción |
| Desafío mental | 2016 | 2016                                                        | DMAX                                                                                          | Finalizado    |
| Destinos de película | 2016 | 2016                                                        | La 1                                                                                          | Finalizado    |
| Algo pasa con Ana | 2016 | 2016                                                        | DKISS                                                                                         | Finalizado    |
| Pool Fiction | 2016 | 2018                                                        | 0 por M+                                                                                      | Finalizado    |
| 90 minuti | 2016 | 2020                                                        | Real Madrid TV                                                                                | Finalizado    |
| Ninja Warrior | 2017 | 2018                                                        | Antena 3                                                                                      | Finalizado    |
| Pongamos que hablo de Telemadrid | 2017 | 2018                                                        | Telemadrid                                                                                    | Finalizado    |
| ¿Dónde estabas entonces? | 2017; 2019 (en Telemadrid) | 2018 (en 2018 pasó a otra productora); 2019 (en Telemadrid) | La Sexta y Telemadrid                                                                         | Finalizado    |
| GRL PWR | 2018 | 2018                                                        | Playz                                                                                         | Finalizado    |
| Eso no se pregunta | 2018 | presente                                                    | Telemadrid                                                                                    | En producción |
| La Script | 2018 | presente                                                    | Movistar CineDoc&Rolly 0 por M+                                                               | En producción |
| Las que faltaban | 2019 | 2019                                                        | 0 por M+                                                                                      | Finalizado    |
| Dar cera, pulir #0 | 2019 | 2020                                                        | 0 por M+                                                                                      | Finalizado    |
| El juego de los anillos | 2019 | 2021                                                        | Antena 3                                                                                      | Finalizado    |
| Nadie al volante | 2021 | presente                                                    | 0 por M+                                                                                      | En producción |

### Galas, especiales y premios
Globomedia ha producido desde su fundación, numerosas galas y especiales para distintas cadenas de televisión, como La noche más mágica (1997, Telecinco) o la gala de los Premios Amigo de 2000 (Antena 3).
Entre 2012 y 2014 produjo en colaboración con Fanta, la gala anual de los premios Neox Fan Awards.
En enero de 2015 produce para Antena 3 la gala 25 años emocionando, un especial de gran formato con motivo del 25 aniversario de la cadena.

### Documentales
Globomedia ha producido un total de 19 programas documentales, para distintas cadenas de televisión, entre los que destacan:
- Planeta Zara (2002, Canal+).
- La huella de la cocaína (2003, Documentos TV, La 2).
- La vida de Miliki: el largo camino de regreso (2012, Antena 3).

## Cine
Globomedia ha producido un total de trece películas cinematográficas (doce largometrajes y un cortometraje), a través de diferentes productoras como Versátil Cinema, Cangrejo Films o Globomedia Cine.
En 1999 llega su primera película, La isla de la tortuga, un cortometraje dirigido por Jesús del Cerro (Médico de familia, Más que amigos) y protagonizado por Luis Barbero, Saturnino García y Eduardo Gómez. Ese mismo año presenta Mon père, ma mère, mes frères et mes soeurs (¡Mamá, preséntame a papá!), una coproducción España-Francia dirigida y protagonizada por Charlotte de Turckheim. En 2001, No te fallaré (la película basada en la serie juvenil Compañeros) se convierte en su primer gran éxito de taquilla, con más de 775.000 espectadores y una recaudación de 3.146.994 €.
Tras siete años sin producciones cinematográficas, en 2008 estrena Carlitos y el campo de los sueños, una comedia infantil dirigida por Jesús del Cerro y protagonizada por Guillermo Campra. Al año siguiente llegaría otro gran éxito, Fuga de cerebros, una comedia adolescente al más puro estilo americano, protagonizada por los televisivos Mario Casas y Amaia Salamanca. Fue la cuarta película española más taquillera de 2009, con 6.863.216,54 € de recaudación y unos 1.200.000 espectadores. Su secuela, Fuga de cerebros 2, protagonizada por Adrián Lastra y Patricia Montero, fue la 3.ª película más vista de 2011, con casi 800.000 espectadores y una recaudación total de 5.025.460 €.
En 2010 produce, a través de Versátil Cinema, la primera película de Emilio Aragón como director, Pájaros de papel. La cinta obtuvo varios premios internacionales y fue nominada a dos Premios Goya en 2011. En 2013 produce su segundo largometraje, Una noche en el Viejo México, protagonizado por Robert Duvall y Jeremy Irvine, y estrenado en España el 9 de mayo de 2014.
También en 2010 llega Tres metros sobre el cielo, basada en la novela de Federico Moccia y protagonizada por Mario Casas y María Valverde. La película fue un gran éxito de taquilla, con más de un millón y medio de espectadores y una recaudación de casi 10 millones de euros. Su secuela, Tengo ganas de ti, recogió en 2012 el testigo de su éxito y continuó el "fenómeno Moccia" con casi dos millones de espectadores y más de 12 millones de euros de recaudación. Entre ambas, el 20 de abril de 2011 se estrenó Águila Roja: la película, cinta que traslada a la gran pantalla las aventuras del héroe de la serie emitida por La 1 de TVE, y que sedujo a algo más de 500.000 espectadores y recaudó un total de 3.038.709 €.
El 28 de marzo de 2014 se estrena Kamikaze, la primera película de Álex Pina, protagonizada por Álex García, Verónica Echegui, Carmen Machi y Héctor Alterio, entre otros.
| Título                            | Género            | Director                 | Fecha de estreno       |
| --------------------------------- | ----------------- | ------------------------ | ---------------------- |
| La isla de la tortuga             | Drama             | Jesús del Cerro          | 11 de febrero de 1999  |
| ¡Mamá, preséntame a papá!         | Comedia           | Charlotte de Turckheim   | 23 de julio de 1999    |
| No te fallaré                     | Drama             | Manuel Ríos San Martín   | 2 de marzo de 2001     |
| Fuera de carta                    | Comedia           | Nacho G. Velilla         | 11 de abril de 2008    |
| Carlitos y el campo de los sueños | Comedia           | Jesús del Cerro          | 22 de agosto de 2008   |
| Fuga de cerebros                  | Comedia           | Fernando González Molina | 24 de abril de 2009    |
| Pájaros de papel                  | Comedia dramática | Emilio Aragón            | 12 de marzo de 2010    |
| 3 metros sobre el cielo           | Drama             | Fernando González Molina | 3 de diciembre de 2010 |
| Águila Roja: la película          | Aventuras         | José Ramón Ayerra        | 20 de abril de 2011    |
| Fuga de cerebros 2                | Comedia           | Carlos Therón            | 2 de diciembre de 2011 |
| Tengo ganas de ti (3MSC 2)        | Drama             | Fernando González Molina | 22 de junio de 2012    |
| Kamikaze                          | Comedia dramática | Álex Pina                | 28 de marzo de 2014    |
| Una noche en el Viejo México      | Drama             | Emilio Aragón            | 9 de mayo de 2014      |

## Teatro
A raíz del éxito de El club de la comedia, en 2000 lanzó 5hombres.com, un espectáculo teatral de comedia en vivo basado en este formato. La obra fue un gran éxito y permaneció en cartel hasta 2004. Tuvo dos secuelas: 5mujeres.com (2002) y Hombres, mujeres y punto (2004).
Hasta el momento, Globomedia ha producido un total de 7 espectáculos teatrales:
| Título                                   | Género                                        | Fecha de estreno         |
| ---------------------------------------- | --------------------------------------------- | ------------------------ |
| Noviembre (de David Mamet)               | Comedia                                       | 10 de octubre de 2008    |
| ¡Que viene Richi!                        | Comedia. Adaptación de The Nerd de Larry Shue | 12 de febrero de 2008    |
| Los irrepetibles                         | Improvisación                                 | 7 de septiembre de 2006  |
| Hombres, mujeres y punto                 | Comedia en vivo                               | 19 de agosto de 2004     |
| 4 años y 1 día                           | Comedia                                       | 21 de agosto de 2003     |
| 5mujeres.com                             | Comedia en vivo                               | 21 de agosto de 2002     |
| Francamente, la vida según San Francisco | Comedia en vivo                               | 1 de abril de 2001       |
| 5hombres.com                             | Comedia en vivo                               | 29 de septiembre de 2000 |

## Música
Globomedia Música fue la división del Grupo Globomedia dedicada a crear música utilizada en series, programas de televisión y películas del Grupo. Ha editado la producción musical de artistas como Pol 3.14, Miguel Ángel Muñoz, Fran Perea, El sueño de Morfeo, Robert Ramírez y Pignoise, entre otros y gestionó la producción musical de Francis White y María Sagana. La división fue disuelta el 14 de marzo de 2013.